# Zemanlandia

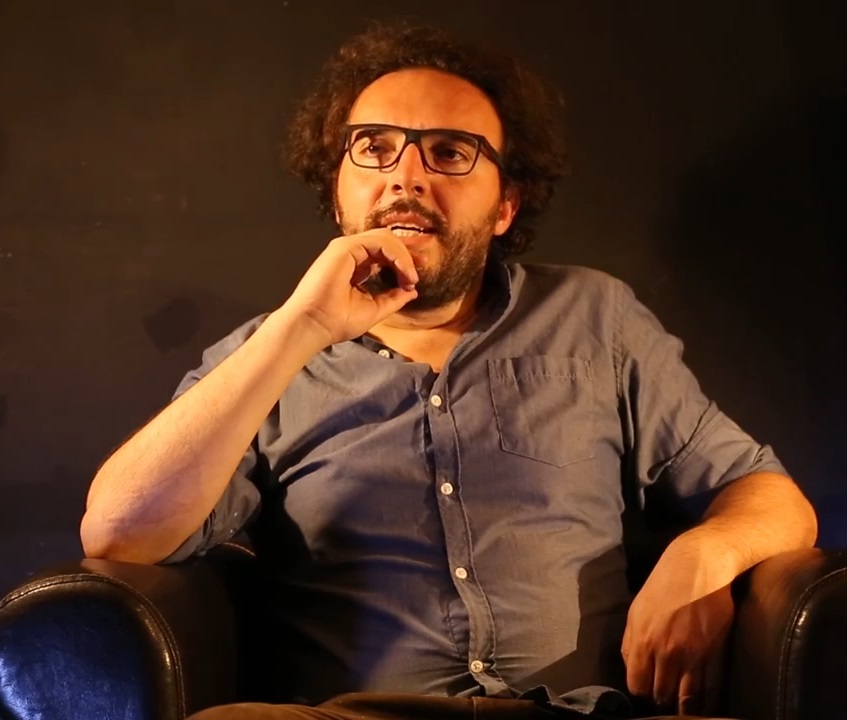
Sansonna, regista di Zemanlandia

 Zemanlandia è un film documentario del 2009 diretto da Giuseppe Sansonna che ne ha curato anche il soggetto e la sceneggiatura. Il film ha la struttura di un racconto-intervista ai protagonisti.

## Trama
Una squadra di provincia, il Foggia, consegue nel 1991 la promozione in Serie A e sorprende il calcio italiano, soprattutto per l'opera originale del suo allenatore, il cecoslovacco Zdeněk Zeman, affiancato dal presidente e proprietario Pasquale Casillo e dal direttore sportivo Giuseppe Pavone. La compagine si diverte in campo e fa divertire i tifosi. Allo stadio Pino Zaccheria nasce la marcatura a zona.
Dopo tre campionati di successo, il Foggia raggiunge la zona UEFA della classifica, ma manca l'obiettivo proprio all'ultima giornata. In seguito ognuno prende la propria strada: Zeman va alla Lazio, i giocatori si accasano in squadre più blasonate e Casillo finisce in carcere per guai giudiziari, ritrovandosi costretto a lasciare la società, che tuttavia riuscirà a riacquistare nel nuovo millennio.

## Produzione
Il documentario è costato 20 mila euro e il Ministero della cultura gli ha negato il finanziamento pubblico.

## Distribuzione
Il film è stato presentato il 28 settembre 2009 alla Casa del cinema di Roma ed il successivo 1º dicembre alla 9ª edizione del Festival del Cinema Indipendente di Foggia. Nel maggio del 2010 è stato proiettato al festival Goal. Storie di cinema, storie di vita di Firenze, a luglio dello stesso anno al Tuscia Film Fest di Viterbo ed all'8ª edizione del Salento Finibus Terrae Festival, dove è stato premiato come miglior documentario per la sezione Laboratorio cinema. Il 5 agosto 2015 il documentario è stato proiettato nell'ambito della rassegna cinematografica Estate Fiorentina, organizzata dall'assessorato allo sport del comune di Firenze.
Il film è stato trasmesso su ESPN Classic nel 2010 e successivamente su Rai 5, Rai Italia e LA7

## Accoglienza
Cosimo Cito su L'Unità lo ha definito "un piccolo capolavoro". Nicola Lagioia su Il Riformista ha scritto che è un "bellissimo documentario [...] per chi è convinto che prodigi e mostruosità del calcio siano uno specchio nemmeno tanto deformante del nostro paese".
Nel 2020 la rivista italiana Wired ha inserito Zemanlandia tra i migliori dieci documentari sul calcio.

## Riconoscimenti
- 2010 - Salento Finibus Terrae Festival
  - Miglior documentario